# Tanai (Distrikt)
Tanai (paschtunisch تڼي, persisch تنی) ist ein Distrikt im Süden der afghanischen Provinz Chost.

## Geografie
Der Tanai-Distrikt grenzt im Westen an den Spera-Distrikt, an Nadir Shah Kot und Mando Zayi im Norden, an den Gurbuz-Distrikt im Westen sowie an die Grenze zu Pakistan im Süden. Die Fläche beträgt 409,8 Quadratkilometer.

## Population
Die Einwohnerzahl beträgt 69.730 (Stand: 2022). Der Distrikt hatte 2013/14 etwa 59.000 Einwohnern. Im Jahre 1999 hatte der Distrikt noch rund 33.234 Einwohner.

## Geschichte
Die Bezirkshauptstadt des Distrikts ist die Stadt Tani im Nordosten des Distrikts. Die Einwohner von Tanai sprechen die Paschtunische Sprache. An der Grenze nach Pakistan hat der Gouverneur der Provinz Chost ein Außenbüro in dem Dorf Banda Khel, wo die Journalistin Anja Niedringhaus im April 2014 getötet wurde.